# Gunfighter: The Legend of Jesse James
Gunfighter: The Legend of Jesse James (с англ. — «Стрелок: Легенда о Джесси Джеймсе») — видеоигра в жанре рельсовый шутер, разработанная компанией Rebellion Developments и изданная Ubisoft эксклюзивно для игровой приставки PlayStation в конце 2001 года. Сюжет Gunfighter: The Legend of Jesse James происходит на Диком Западе. Главным героем игры является Джесси Джеймс, знаменитый американский преступник XIX века. Gunfighter: The Legend of Jesse James одна из немногих игр для PlayStation, управление в которой выполняется с помощью светового пистолета «GunCon».

## Игровой процесс
С точки зрения геймплея Gunfighter: The Legend of Jesse James во многом схожа с другой игрой для PlayStation Time Crisis от компании Namco, за исключением того, что действие Gunfighter: The Legend of Jesse James разворачивается на зоне освоения Америки XIX века. Игрок должен убить всех врагов, появляющихся в пределах экрана, после чего следует переход к новому этапу. Несмотря на всю специфичность управления игр этого жанра, в Gunfighter: The Legend of Jesse James есть возможность увернуться от атаки врага. Тем не менее, на каждом этапе игрок должен победить всех, прежде чем истечёт время. При быстром прохождении уровня запас времени игрока увеличивается.

## Сиквел
Компанией Rebellion Developments также было разработано продолжение игры — Gunfighter II: Revenge of Jesse James (с англ. — «Стрелок II: Возвращение Джесси Джеймса»), релиз которого состоялся в декабре 2003 года для консоли PlayStation 2. Сиквел фактически аналогичен оригинальной игре, кроме того, что Gunfighter II: Revenge of Jesse James основана на другой сюжетной линии. Также игра имеет множество новых локаций и улучшенную графику.

## Отзывы критиков
| Сводный рейтинг    | Сводный рейтинг |
| Агрегатор          | Оценка          |
| ------------------ | --------------- |
| Metacritic         | 55/100          |
| Иноязычные издания |                 |
| Издание            | Оценка          |
| GameSpot           | 4,6/10          |
| GameZone           | 7/10            |
| OPM                | 2,5/5           |

Игры получила смешанные отзывы. Обозревателями были похвалены атмосферность Gunfighter: The Legend of Jesse James и использование стилистики вестернов. Также критики высоко оценили удобный геймплей и наличие множества мини-игр. Негативно были восприняты графическое исполнение, излишняя затянутость и неоригинальность сюжета.